# Modershjältinna
Modershjältinna (ryska: Мать-героиня, romaniserat: Mat'-geroinya) är den högsta titeln i Ryssland som tilldelas mödrar med ryskt medborgarskap som har fött och uppfostrat tio eller fler barn som också är ryska medborgare. Kvinnor som tilldelas titeln tilldelas också en särskild utmärkelse, Moderhjältinnes Orden. Titeln och orden inrättades genom dekret från Ryska federationens president utfärdat den 15 augusti 2022, nr 558 "Om vissa frågor om förbättring av Ryska federationens statliga utmärkelsesystem".